# Professional Boardsailors Association
Die Professional Boardsailors Association (PBA) war ein Windsurfverband, der von 1988 bis 1995 den Windsurf World Cup unter dem Namen PBA Worldtour austrug. Dies ist die Profi-Regattaserie der Windsurfer, bei der von der PBA in mehreren Disziplinen Weltmeister sowie ein Overall-Weltmeister ermittelt wurden.
Davor wurde der Windsurf World Cup von der World Boardsailing Association (WBA), einer Herstellervereinigung, veranstaltet.
1987, beim World Cup in Zandvoort, Holland, beschlossen die Fahrer, eine eigene Organisation zu gründen. Die Anzahl der Wettbewerbe, die Bedingungen und Preisgelder entsprachen nicht den Vorstellungen der Fahrer, die kein Mitspracherecht hatten. Vor 1988 fanden nur drei bis sechs World Cups pro Jahr statt.
Beim nächsten World Cup in Guadeloupe wurde dann die PBA gegründet. Jeder Veranstalter, der genügend Preisgeld bieten konnte, konnte seine Veranstaltung als World Cup registrieren. Dadurch stieg die Anzahl Wettbewerbe schnell auf bis zu 40 Veranstaltungen, bei denen bis zu 250.000 $ Preisgeld bezahlt wurden. 
Aufgaben und Struktur entsprachen weitgehend denen der heutigen Nachfolgeorganisation Professional Windsurfers Association (PWA), die 1995 gegründet wurde. Die PBA musste wegen Überschuldung liquidiert werden.
Windsurfen war damit eine der ersten Sportarten, deren Profiverband von den Sportlern selbst organisiert wurde.